# Пишпекский концентрационный лагерь
Пишпекский концентрационный лагерь — советский концлагерь, созданный советской властью в летом 1919 года в Пишпеке.

## История
Пишпекский концлагерь функционировал с 1919 по 1921 гг. в системе ВЧК-ОГПУ. 8 августа 1921 г. был подписан протокол о передаче концлагеря в ведение отдела управления Пишпекского Угорревкома.

## Заключённые
В концентрационном лагере содержались в основном так называемые «кулаки», «баи», «манапы», бывшие царские чиновники и их сторонники. Большинство из них никогда не выступали против советской власти.

## Персонал
Концлагерь охраняли 22 красноармейца. В лагере имелись следующие штаты: комендант лагеря, заведующий принудработами, заведующий по хозяйству, бухгалтер, кассир, делопроизводитель, помощник завхоза, 2 повара, 2 надзирателя, писец, курьер, машинистка.

## Ликвидация
Согласно решению Туркестанского ЦИК (протокол № 56 от 12 декабря 1921 г.) Пишпекский концентрационный лагерь был ликвидирован и вместо него организована сельхозколония.